# Tuukkaq Teatret
Das Tuukkaq Teatret (nach alter Rechtschreibung Tũkaĸ Teatret) war ein dänisch-grönländisches Theater.

## Geschichte
Das Tuukkaq Teatret wurde 1975 vom norwegischen Theaterschauspieler Reidar Nilsson (1945–2024) gegründet. Er war von der Leiterin des Grønlænderhusets in Holstebro, Elin Balslev (1936–2017), gebeten worden, gemeinsam mit einigen Grönländern eine Vorstellung anlässlich des fünften Geburtstags des 1970 gegründeten Treffpunkts einzuüben. Beide heirateten später. Bei der Vorstellung waren 80 Personen anwesend, von denen zwei Drittel Grönländer und ein Drittel Dänen waren. Der offizielle Gründungstag des Theaters war der 1. September 1975. Seinen Namen erhielt es nach dem grönländischen Wort für eine Harpunenspitze. Bereits im November gab das Grønlandsministeriet die Erlaubnis, dass das Theater mit staatlicher Finanzierung grönländische Schauspieler ausbilden durfte.
Die Gruppe begann an ihrem Stück Inuit („Inuit/Menschen“) zu arbeiten, das bis Sommer 1976 schon recht weit entwickelt war, aber dann durch die Abwesenheit der Schauspieler ins Stocken geriet. Am 15. August 1976 zog die Theatergruppe von Holstebro nach Fjaltring. Im Herbst 1976 präsentierte das Tuukkaq Teatret schließlich als Premiere das Stück Oqaatsip kimia („Die Macht des Worts“). Im Februar 1977 feierte schließlich Inuit Premiere mit einer Aufführung auf den Färöern und am 18. März auch in Fjaltring. Das Stück hatte starken Bezug zur Inuit-Kultur mit Trommeltanz und Maskentanz. Mit leicht veränderter Besetzung wurde Inuit im Sommer auch in Barrow und Nuuk gezeigt. Im Herbst wurde die Besetzung fast vollständig ausgetauscht, wobei unter anderem der junge Musiker Rasmus Lyberth zu den Darstellern gehörte. Nun trat die Gruppe wieder in Dänemark auf, wobei von Dezember 1977 bis März 1978 auch eine Fernsehversion von Danmarks Radio produziert wurde. Nach Ende der Aufnahmen trat die Gruppe mit leicht veränderter Besetzung für zwei Monate in mehreren Orten in Grönland auf. Am 12. Oktober 1978 wurde das Stück im Fernsehen gezeigt, wobei es damals nur einen Kanal gab, wodurch Inuit eine große Verbreitung erfuhr und landesweit in den Zeitungen rezensiert wurde. Im Frühjahr 1979 unternahm sie schließlich eine Kanadatournee. Mit einer neuen Besetzung, der unter anderem Makka Kleist und Orto Ignatiussen angehörten, trat das Tuukkaq Teatret schließlich in Frankreich, den Niederlanden, Grönland und Dänemark auf.
1980 wurde das Tuukkaq Teatret das offizielle Lokaltheater der Lemvig Kommune und des Ringkøbing Amt. Zugleich wurde das neue Stück Nattoralik („Adler“) uraufgeführt. 1984 gründeten einige Schauspieler des Tuukkaq Teatrets die Schauspielgruppe Silamiut, die heute das grönländische Nationaltheater ist. 1993 ging die Schauspielausbildung an Silamiut über und im selben Jahr endete der Vertrag mit der Lemvig Kommune. Im Jahr darauf ging das Tuukkaq Teatret konkurs und wurde aufgelöst, blieb aber als Kulturzentrum in Fjaltring bestehen und beherbergt heute eine ethnografische Ausstellung und eine Bibliothek und wird als Übungssaal für andere Theatergruppen sowie für Konzerte genutzt.